# Autocharis miltosoma
Autocharis miltosoma là một loài bướm đêm trong họ Crambidae.